# Patilla Pata
A Patilla Pata egy rétegvulkán az Andokban, Bolíviában. A legutóbbi kitörés valószínűleg a holocénben volt. A hegy nagyrészt andezitből áll, de találhatók még bazaltos lávafolyamok is.